# 波利尼亞克猜想
在數論中，波林雅克猜想是由阿尔方·德·波利尼亚克於1849年提出的，該猜想的內容為： :對於任何正的偶數n，存在無窮多個大小為n的質數間隙。換句話說：存在無窮多對相鄰的質數，它們的差為n。
儘管該猜想至今未能對任何給定的n值進行證明或反駁，但在2013年，張益唐取得了一個重要的突破，他證明了對某些n值小於7000萬，存在無窮多個質數間隙。同年晚些時候，詹姆斯·梅纳德宣布了一個相關的突破，證明了存在無窮多個質數間隙，且這些間隙的大小小於或等於600。截至2014年4月14日，也就是張益唐宣布後的一年，根據Polymath項目維基，n已經被縮小到246。此外，假設埃利奧特–哈爾伯斯坦猜想及其廣義形式成立，Polymath項目維基指出，n已經縮小到12和6，分別對應於兩種情況。
當n=2時，這就是孪生素数猜想。當n=4時，則表示存在無窮多個表兄弟素数（p，p+4）。當n=6時，則表示存在無窮多個六素数（p，p+6），且在p與p+6之間沒有質數。
迪克森猜想將波林雅克猜想推廣到涵蓋所有質數星座。

## 猜想的密度
設對於偶數n，{\displaystyle \pi _{n}(x)}為小於x的大小為n的質數間隙的數量。
第一個哈迪–李特伍德猜想指出，該質數間隙的漸近密度具有如下形式：
{\displaystyle \pi _{n}(x)\sim 2C_{n}{\frac {x}{(\ln x)^{2}}}\sim 2C_{n}\int _{2}^{x}{dt \over (\ln t)^{2}}}
其中Cn是n的函數，且{\displaystyle \sim }表示當x趨近無窮大時，兩個表達式的比值趨近於1。
C2是孪生質數常數：
{\displaystyle C_{2}=\prod _{p\geq 3}{\frac {p(p-2)}{(p-1)^{2}}}\approx 0.660161815846869573927812110014\dots }
該乘積對所有質數p≥3進行。
Cn是C2乘以一個與n的奇質因數q相關的數字：
{\displaystyle C_{n}=C_{2}\prod _{q|n}{\frac {q-1}{q-2}}.}
例如，C4 = C2，而C6 = 2C2。雙質數的猜測密度與表親質數相同，且是性感質數的一半。
請注意，n的每個奇質因數q都會將猜測的密度與雙質數相比提高{\displaystyle {\tfrac {q-1}{q-2}}}倍。這裡有一個啟發式推理。該推理依賴於一些未經證明的假設，因此結論仍然是一個猜想。假設一個隨機奇質數q將會分別整除a或a+2，其中a和a+2是隨機的"潛在"雙質數對，那麼該質數q整除a或a+2的機會是{\displaystyle {\tfrac {2}{q}}}，因為q會整除從a到a+q−1的其中一個q。現在假設q整除n並考慮一個潛在的質數對（a，a+n）。只有當q整除a+n時，q才整除a，而這種情況的機會是{\displaystyle {\tfrac {1}{q}}}。該質數對（a，a+n）無因數q的機會與（a，a+2）無因數q的機會相比，將會變為{\displaystyle {\tfrac {q-1}{q}}}，並且這比值為{\displaystyle {\tfrac {q-1}{q-2}}}，這轉化為猜測的質數密度。對於n=6的情況，該推理簡化為：如果 a 是一個隨機數，那麼 3 有 2/3 的機會除以 a 或 a + 2，但只有 1/3 的機會除以 a 和 a + 6，因此後一對被推測為素數的可能性是素數的兩倍。